# دين كرافين
دين كرافين (بالإنجليزية: Dean Craven)‏ (7 ديسمبر 1979 في المملكة المتحدة - ) هو لاعب كرة قدم بريطاني في مركز الوسط. لعب مع شروزبري تاون ونادي نيوتاون ونادي هيرفورد ونادي ميرثير تيدفيل ‏ وغرانتهام تاون ‏ ونادي هدنسفورد تاون وستافورد رينجرز ونادي ويتون ألبيون وتيلفورد يونايتد وBridgnorth Town F.C. ‏.

## وصلات خارجية
- دين كرافين على موقع قاعدة بيانات كرة القدم.إي يو (الإنجليزية)
- دين كرافين على موقع Soccerbase.com (لاعب) (الإنجليزية)